# Иванов, Михаил Николаевич (генерал-майор)
Михаил Николаевич Иванов (6 ноября 1898 года, деревня Цыбаково, ныне Чухломский район, Костромская область — 2 февраля 1948 года, Москва) — советский военный деятель, Генерал-майор (1943 год).

## Начальная биография
Михаил Николаевич Иванов родился 6 ноября 1898 года в деревне Цыбаково ныне Чухломского района Костромской области.

## Военная служба

### Первая мировая и гражданская войны
В феврале 1917 года был призван в ряды Русской императорской армии, в которой служил по март 1918 года. С октября 1918 года служил в рядах РККА.
Служил красноармейцем в составе запасного батальона 4-й стрелковой дивизии в городе Галич. С декабря того же года был курсантом Ораниенбаумских пулемётных курсов, по окончании которых с апреля 1919 года воевал на Северо-Западном фронте против войск под командованием генерала Н. Н. Юденича на должности помощника командира взвода в составе отряда курсантов ПетрогрВО. В мае был ранен в бою и находился на лечении в госпитале. С сентября 1919 года был слушателем Высшей стрелковой школы в Москве. С июля 1920 года служил в 181-м стрелковом полку (21-я стрелковая дивизия, Барнаул) на должностях командира роты, начальника полковой школы и начальника пулемётной команды.

### Межвоенное время
В сентябре 1921 года был назначен на должность коменданта Барнаула, в октябре 1922 года — для поручений Алтайского губернского военкомата, в апреле 1923 года — на должность военкома Алтайского губернского военного продмага, в июне 1923 года — на должность преподавателя ЧОН, в октябре — на должность командира 2-го отдельного батальона ЧОН в городе Новониколаев, а в октябре 1924 года — на должность командира батальона 104-го стрелкового полка (35-я стрелковая дивизия, Иркутск).
В августе 1925 года был направлен на учёбу в Военную академию имени М. В. Фрунзе, по окончании которой в июле 1928 года был назначен на должность начальника штаба 11-го стрелкового полка (4-я стрелковая дивизия). С февраля 1930 года служил на должности помощника начальника отдела, а затем — на должности начальника сектора 3-го управления Штаба РККА.
С декабря 1933 года был адъюнктом Военно-транспортной академии. С 1935 года был слушателем военно-исторических курсов при Военной академии имени М. В. Фрунзе, которые закончил в 1936 году, с января 1937 года — слушателем Академии Генштаба РККА, а с октября — адъюнктом этой академии.
В декабре 1937 года Иванов был назначен на должность начальника отдела секретариата Комитета обороны при СНК СССР, в марте 1940 года — на должность начальника 1-го отдела Мобилизационного управления Генштаба, а в августе — на должность старшего преподавателя Академии Генштаба РККА.

### Великая Отечественная война
В июле 1941 года был назначен на должность начальника 1-го отделения оперативного отдела штаба 14-й армии Карельского фронта, в августе — на должность заместителя начальника штаба этой же армии, а в ноябре — на должность начальника штаба Медвежьегорской оперативной группы этого фронта. Принимал участие в обороне в Заполярье на медвежьегорском направлении.
С марта 1942 года исполнял должность заместителя начальника штаба Карельского фронта. В мае был снят с должности, после чего назначен на должность начальника оперативного отдела 5-й резервной армии, преобразованной в июне в 63-ю, а в ноябре — в 1-ю гвардейскую.
В декабре 1942 года полковник Михаил Николаевич Иванов был назначен на должность начальника штаба 14-го стрелкового корпуса, преобразованного в апреле 1943 года в 27-й гвардейский. Корпус принимал участие в Среднедонской и Ворошиловградской операциях, а также в обороне на реке Северский Донец.
С августа 1943 года состоял в распоряжении Военного совета Юго-Западного фронта, а затем ГУК. В октябре того же года был назначен на должность начальника штаба 97-го стрелкового корпуса (6-я гвардейская армия, 2-й Прибалтийский фронт), участвовавшего в оборонительных боях северо-западнее Невеля, а затем выведенного в резерв Ставки ВГК. С 9 по 22 апреля 1944 года исполнял должность командира корпуса. В мае 1944 года был вновь назначен на должность начальника штаба этого же корпуса.
В марте 1945 года был назначен на должность начальника оперативного отдела штаба БелВО.

### Послевоенная карьера
В июле 1945 года был назначен на должность старшего научного сотрудника, в мае 1946 года — на должность начальник 3-го отдела Военно-исторического управления Генштаба Красной Армии, а в январе 1947 года — на должность начальника 4-го отдела этого управления.
Генерал-майор Михаил Николаевич Иванов умер 2 февраля 1948 года в Москве. Был похоронен на Новодевичьем кладбище.

## Награды
- Орден Ленина;
- Три ордена Красного Знамени;
- Медали[1].